# Kevin Bacon (équitation)
Pour les articles homonymes, voir Bacon.
Pour l'acteur américain, voir Kevin Bacon.
Kevin Ashley Bacon, né le 20 mars 1932 à Dungog (Nouvelle-Galle-du-Sud) et mort le 12 mars 2020, est un cavalier australien de saut d'obstacles.

## Carrière
Kevin Bacon a représenté l'Australie lors de trois Jeux olympiques.
Aux Jeux olympiques d'été de 1964 à Tokyo, il est 30e de l'épreuve individuelle avec Ocean Foam. En équipe avec Thomas Fahey et Bridget MacIntyre, il est septième de l'épreuve par équipe.
Aux Jeux olympiques d'été de 1968 à Mexico, il est 18e de l'épreuve individuelle avec Chichester. En équipe avec Thomas Fahey et Sam Campbell, il est neuvième de l'épreuve par équipe.
Aux Jeux olympiques d'été de 1976 à Montréal, il est 37e de l'épreuve individuelle avec Chichester. En équipe avec Guy Creighton et Barry Roycroft, il est neuvième de l'épreuve par équipe.
Le 2 novembre 2000, il reçoit la médaille australienne des Sports.